# Haï ben David
Ne doit pas être confondu avec Haï ben Sherira ou Haï ben Nahshon.
Haï ben David Gaon (hébreu : האי בן דוד) est un rabbin babylonien du IXe siècle.
Après avoir été l’un des juges rabbiniques de l’académie de Poumbedita, il en devient le Gaon (directeur académique) de 890 à 897, succédant à Tsemah ben Paltoï et précédant Kimoï ben Ahaï. Sous son magistère et peut-être à son initiative, l’académie est transportée à Bagdad dont la dynastie abbasside a fait sa capitale.
Fortement éclipsé par son homonyme avec lequel il est occasionnellement confondu, Haï ben David (ou, selon d’autres, Haï ben Nahshon) aurait traduit avec son père le Sefer Hamitzvot d’Anan ben David en hébreu, et n’aurait presque rien trouvé dans les décisions de l’hérésiarque karaïte qui ne puisse être remonté au Talmud. Les Karaïtes affirment qu’il aurait aussi écrit un traité pour défendre le calendrier rabbinique. Il est également mentionné par Isaac ben Ghayat au sujet de la coutume de réciter la avoda lors de l’office matinal du Jour du Grand Pardon, coutume que le Gaon lui-même n’est pas parvenu à abolir.